# Суборовка (Спас-Деменський район)
Суборовка (рос. Суборовка) — присілок в Спас-Деменському районі Калузької області Російської Федерації.
Населення становить 35 осіб. Входить до складу муніципального утворення Село Любунь.

## Історія
Від 2004 року входить до складу муніципального утворення Село Любунь

## Населення
| 2002 | 2007 | 2010 |
| ---- | ---- | ---- |
| 36   | ↘35  | →35  |